# Nederländerna i olympiska vinterspelen 1984
Nederländerna deltog med tretton deltagare vid de olympiska vinterspelen 1984 i Sarajevo. Ingen av landets deltagare erövrade någon medalj.